# 米其林指南

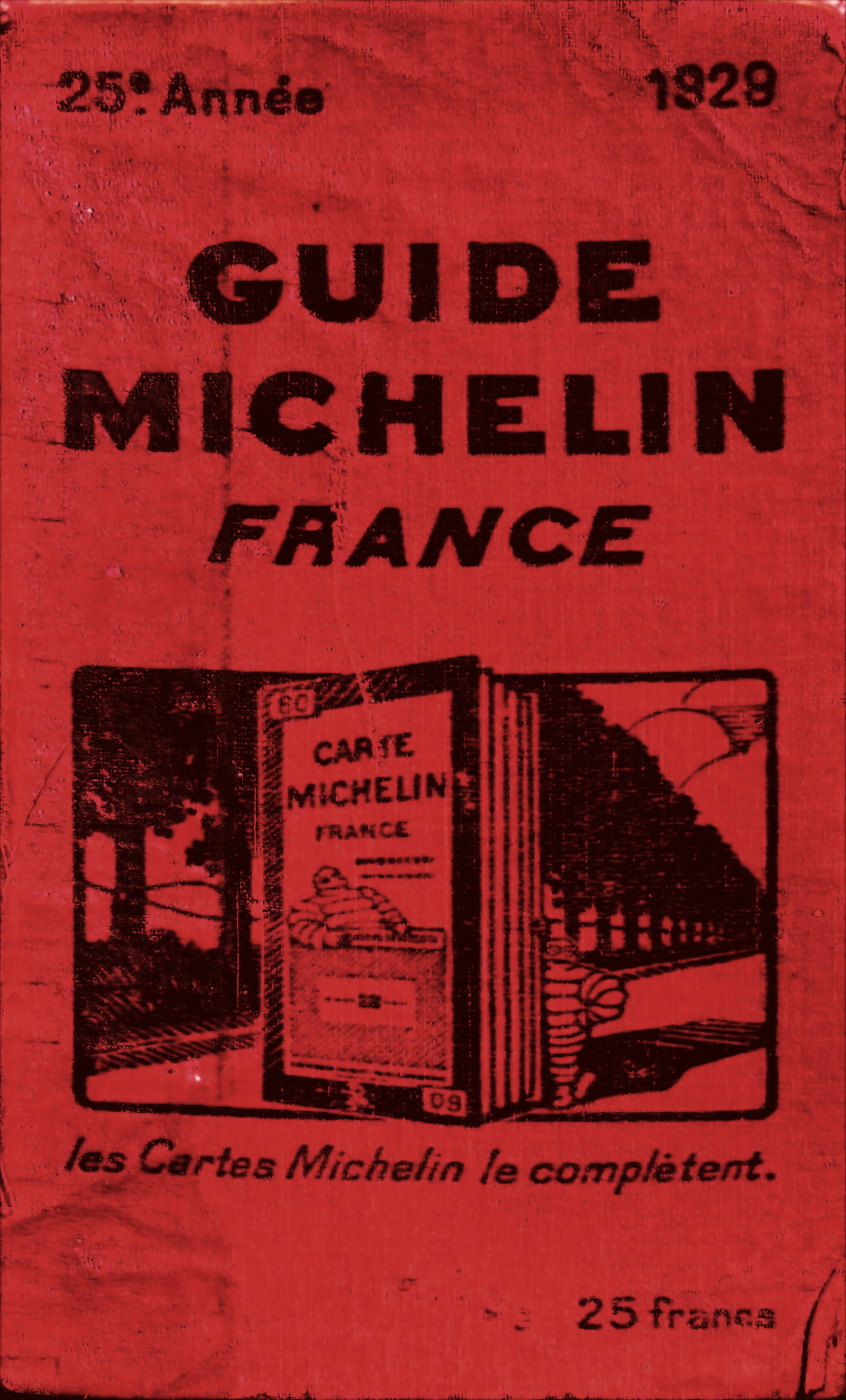
1929年版的米芝蓮紅色指南封面

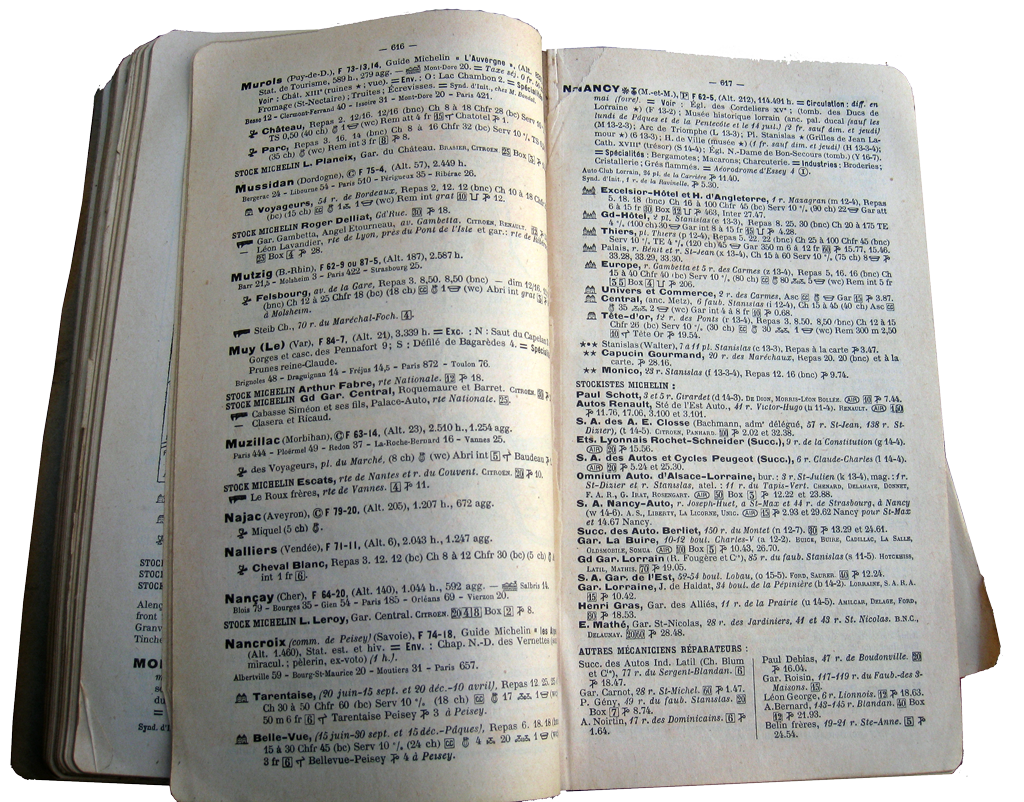
1929年版的米芝蓮紅色指南內頁

《米芝蓮指南》（法語：Le Guide Michelin）是法国輪胎製造商米芝蓮公司所出版的美食及旅遊指南書籍的總稱，以評鑑餐廳及旅館、封面為红色的红色指南（法語：Le Guide Rouge）最具代表性，2016年米其林指南将韩国纳入，2022年该指南扩展到加拿大。除了紅皮的食宿指南之外，還有綠色封面的绿色指南（法語：Le Guide Vert），內容為旅遊的行程規劃、景點推薦、道路導引等等。

## 歷史

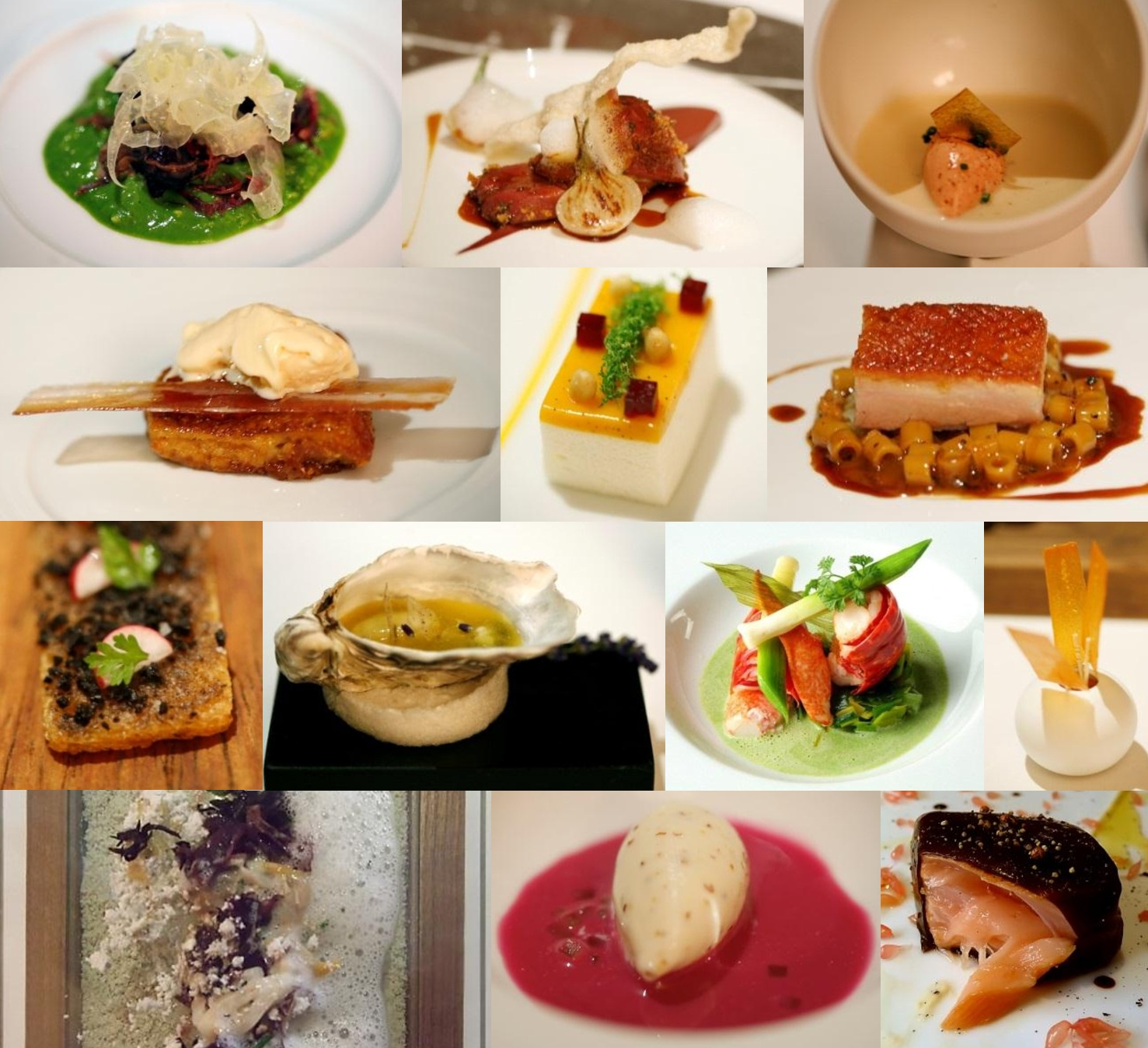
各家米其林餐厅制作的食物

《米其林指南》誕生於1900年的巴黎萬國博覽會期間。雖然當時整個法國汽車數量不足三千，但米其林公司的創辦人米其林兄弟看好汽车旅行有發展的遠景，如果汽車旅行越興盛，他們的輪胎也能賣得越好，因此將地图、加油站、旅館、汽車維修廠等等有助於汽車旅行的資訊集結起來，出版了隨身手冊大小的《米其林指南》一書，並且免費提供給客戶索取。免費提供一直持續到了1920年，米其林兄弟偶然間注意到他們費心製作的《米其林指南》被維修廠員工當作工作台的桌腳補墊來用，因而意識到免費提供的書籍反而會被人視為沒有價值的東西，所以決定從當年開始取消免費提供，改為販售，後來漸漸發展成為今日的星級認證制度。
1926年，《米其林指南》開始加入將評價優良的旅館特別以星號標示的機制，1931年開始啟用3個星級的評等系統。米其林公司為了維護評鑑的中立與公正，所派出的評鑑員都是業內經驗豐富的專家，喬裝成普通顧客四處暗訪，藉此觀察店家最真實的一面，首創於《米其林指南》評鑑的評審權威性由此建立。
米其林公司原本以歐洲為重心，近年《米芝蓮指南》在欧洲同業特別是法國本土的影響力有下降的趨勢，因此開始開拓海外新市場，例如北美和東亞的地點，評鑑也就趨於國際化。2008年底《米芝蓮指南－香港、澳門篇》推出，並為《米芝蓮指南》前進中國大陸市場的敲門磚。2016年9月21日，米其林正式发布首版2017年上海米其林指南。7月21日，2016 年版新加坡、11月7日，首爾2017年版也於同年開辦首屆。2017年12月6日，曼谷2018年版。台北則於2018年3月14日推出2018年版。2018年6月28日，亞洲第九個城市廣州2018年版、中國大陸第三個城市北京，於2019年11月28日出刊首版。2020年8月24日，台灣第三屆米其林，台北之外，加入台中。2022年8月30日，台灣第五屆米其林，台北、台中之外，新增台南與高雄。

## 評鑑
米其林依照评鉴标准，给予一至三颗星星评价，评鉴标准包括食材品质、厨师对味道以及烹调技巧的驾驭能力、料理中展现的个性、是否物有所值及餐饮水准一致性。评鉴以城市为单位。当今的米其林评审员，须要至少10年的餐厅与旅馆相关经验，并多次提交报告，同时也需对世界各地的食材、风土与美食文化有广泛的认识者才会入选。并以团队形式为餐厅投票评价。
受评餐厅必须有接受一般顾客用餐，只接熟客或特定顾客的会员制餐厅无法列入评鉴。一些原本获得星级的餐厅因此不能继续保有星级，例如日本东京的寿司餐厅——数寄屋桥次郎。有些餐厅虽然没有拒绝外来新客，但若被发现有出售座位的情况，亦有可能被排除评鉴资格。
米其林的星等是和餐厅绑定的，而非跟着主厨变动，同时星等是评价整个体验，确保点各种菜均同样制作出色，而与餐厅的装饰再好都无关，不过如果用餐环境舒适，也还是纳入，另外会再做出注明。

### 星级评定
一星 ：在同类别裡出众，值得驻足。 (Cuisine de qualité, mérite une halte)
二星 ：厨艺精湛、值得绕道前往。 (Cuisine excellente, mérite un détour)
三星 ：最高星级，代表餐厅供应的料理出类拔萃、值得专程造访。(Une des meilleures cuisine, vaut le voyage).

### 綠星
2020年起，米其林指南推出了「綠星」（Etoile Verte），象徵永續美食的卓越表現，包括道德與環保等方面。榮獲綠星的餐廳將在指南網站上獲得空間，供廚師描述餐廳的願景。綠星的餐廳並不限於已獲得星級評定或必比登推介者。

### 必比登推介
自 1997 年起，除了三个星等评价，米其林还有“必比登推介”（Bib Gourmand），推荐“以适中的价格提供特别美味的食物 ”的餐厅，甚至是街头小吃。这类餐厅的价格上限因国家而异，取决于生活成本，其提供的菜品价格必须低于根据当地经济标准确定的最高限价。

## 爭議

### 程序不透明
米其林評鑑主要遭人詬病的是反應太慢、標準不夠嚴謹、程序不夠透明及帶有法式偏見。有評審就曾說，所有獲獎餐廳需每18個月再次造訪評鑑，但除非遭到投訴，事實上的複查間隔是3年半，不夠嚴謹。

### 平民美食「死亡之吻」
死亡之吻是指店主擔憂在業主得知商家獲得米其林餐盤推薦後會大幅提升房租、逼遷或結業。自2012年起，香港版米其林食評加入平民化美食推薦後，先後導致連同「佳佳甜品」等數家平民食肆遭業主加租逼遷或結業，其中包括：
- 2012年6月，位於西洋菜街南之「好旺角麵家」總店，被業主加租五成結業，只餘下同區兩家分店。[20]
- 2012年12月，「添好運點心專門店」因加租，被迫由街舖遷入商場。[20]
- 2014年8月，「阿鴻小吃」，原本評級一星，獲評級後遭業主加租六成結業。[21]
- 2015年12月，於早一個月前獲米芝蓮推介的23間香港街頭小食，榜上有名的荃灣川龍街祥興記上海生煎包，貼出「再見」告示，指因業主加租，被逼搬遷，再一次應驗「死亡之吻」。[22]

### 地方認知缺失
首版广州米其林指南計劃2018年6月尾面世，廣州市旅遊局連同米其林公司共同開展米其林指南發佈的預熱和宣傳工作，出版廣州旅遊定製版的廣州米其林指南，製作宣傳文案
，開初文案以“米到羊城”為特寫口號（粵語中含咪的前置句式均為否定句，此口號地方理解即是不要來羊城），發佈後惹來不少質疑，英文名則使用普通話拼音而不是傳統的Canton，認為米其林推廣未有充分了解地方歷史文化，要求重新製作文案。

### 审查争议
由于近年《米其林指南》正试图消除过去偏向法式料理和高级餐饮的取向，因此对星级餐厅进行审查的评价引起争议。
2019年，位于法国阿尔卑斯山区（Alps）的餐厅「森林之家」（La Maison des Bois）主厨维拉入禀法院控告米其林指南评分手法粗糙。因一位米其林调查员将该餐厅的法国料理当成英国料理评分从3星降级为2星引发争议，案件定于11月27日在巴黎西郊的南泰尔审理。该案件最终以餐厅主厨维拉使用英国调味料而败诉。
法国已故厨神保羅·博庫斯的「拉奥伯格」餐厅从1965年以来一直保持住的3星评价，也是米其林历史上最悠久的3星餐厅。2020年1月16日，被米其林指南从3星降级为2星，理由是餐厅已不符合3星评鉴水准，这项消息引发全球美食家集体抗议。

## 資料來源
1. ↑  尚栩. . 亞太日報. 2014-02-25  [2017-09-26]. （原始内容存档于2014-02-25）.
2. ↑  Mayyasi, Alex Why Does a Tyre Company Publish the Michelin Guide? （页面存档备份，存于） Pricenomics. June 24, 2016
3. ↑  . 蘋果日報.   [2017-09-26]. （原始内容存档于2017-10-25） （中文（臺灣））.
4. ↑  Yahoo. . Yahoo奇摩新聞. 2018-03-14  [2018-03-14]. （原始内容存档于2022-05-11）.
5. ↑  . 米其林. 2018-06-28  [2020-01-06]. （原始内容存档于2020-08-08）.
6. ↑  . 米其林. 2019-11-28  [2020-01-06]. （原始内容存档于2020-08-08）.
7. ↑  .   [2024-04-30]. 原始内容存档于2016-03-04.
8. ↑  . MICHELIN Guide.   [2024-04-25]. （原始内容存档于2024-01-05） （中文（繁體））.
9. ↑  . web.archive.org. 2020-08-08  [2024-04-25]. 原始内容存档于2020-08-08.
10. ↑  . web.archive.org. 2021-04-08  [2024-04-25]. 原始内容存档于2021-04-08.
11. ↑  . News & Views. Michelin Guide. 17 February 2020  [21 December 2020]. （原始内容存档于2023-03-11）.
12. ↑  The MICHELIN Guide UK Editorial Team. . The MICHELIN Company.   [2024-08-27]. （原始内容存档于2024-08-27） （中文（繁體））.
13. ↑  . MICHELIN Guide.   [2024-04-25]. （原始内容存档于2024-10-09） （美国英语）.
14. ↑  . MICHELIN Guide.   [2024-04-25]. （原始内容存档于2023-10-26） （en-TH）.
15. ↑  . web.archive.org. 2020-07-24  [2024-04-25]. 原始内容存档于2020-07-24.
16. ↑  . MICHELIN Guide.   [2024-04-25]. （原始内容存档于2024-10-09） （美国英语）.
17. ↑  美食聖經米其林指南 光環背後也有爭議 （页面存档备份，存于）,中央社，2018年3月14日
18. ↑  . Apple Daily 蘋果日報.   [2017-09-26]. （原始内容存档于2017-09-26）.
19. ↑  . 明報財經網. 2013-12-06  [2017-09-26]. （原始内容存档于2016-03-04）.
20. 1 2  . 星島日報.   [2017-09-26]. （原始内容存档于2017-10-16）.
21. ↑  . Apple Daily 蘋果日報.   [2017-09-26]. （原始内容存档于2017-10-05）.
22. ↑  . Apple Daily 蘋果日報.   [2017-09-26]. （原始内容存档于2017-04-06）.
23. ↑  . 广州市旅游局.   [2018-04-20]. （原始内容存档于2018年6月28日）.
24. ↑  swissinfo.ch, S. W. I. . SWI swissinfo.ch.   [2019-09-27]. （原始内容存档于2021-04-08） （中文（简体））.
25. ↑  . 世界新聞網. 2020-01-18  [2020-01-19]. （原始内容存档于2020-07-05） （中文（臺灣））.

## 外部連結
- Michelin Guide （页面存档备份，存于）
- .   [2008-06-19]. （原始内容存档于2021-04-30） （英语）.